# Konrad-Adenauer-Brücke (Essen)
Die Konrad-Adenauer-Brücke ist eine Straßenbrücke zwischen den Essener Stadtteilen Rellinghausen und Überruhr-Hinsel. Sie führt in Verlängerung die vierstreifige Marie-Juchacz-Straße mit Fuß- und Radweg über die Ruhr und schließt sie in Rellinghausen an die Bundesstraße 227 an.

## Geschichte
Die 1975 dem Verkehr übergebene Ruhrbrücke wurde am 17. Februar 1982 nach dem ersten Bundeskanzler der Bundesrepublik Deutschland benannt.

## Technische Daten
Die Konrad-Adenauer-Brücke liegt bei Ruhrkilometer 41,3 und teilt sich in eine südliche und eine nördliche Straßenbrücke aus Spannbeton, wobei die nördliche Strombrücke eine Gesamtlänge von 301,16 und die südliche Flutbrücke eine Länge von 276,96 Metern aufweist.
Die Brückentafel, deren Widerlager eine Breite von bis zu 31,93 Metern besitzen, trägt zweistreifige Fahrbahnen je Fahrtrichtung, wobei auf der südlichen Seite ein Fuß- und Radweg hinzukommt. Die Feldweiten der insgesamt 14 Brückenfelder variieren zwischen 27,3 und 44,7 Metern.